# Myiomima appendiculata
Myiomima appendiculata är en tvåvingeart som först beskrevs av Jacques-Marie-Frangile Bigot 1889.  Myiomima appendiculata ingår i släktet Myiomima och familjen parasitflugor. Inga underarter finns listade i Catalogue of Life.